# Lekkoatletyka na Letnich Igrzyskach Olimpijskich 1912 – bieg na 400 m mężczyzn

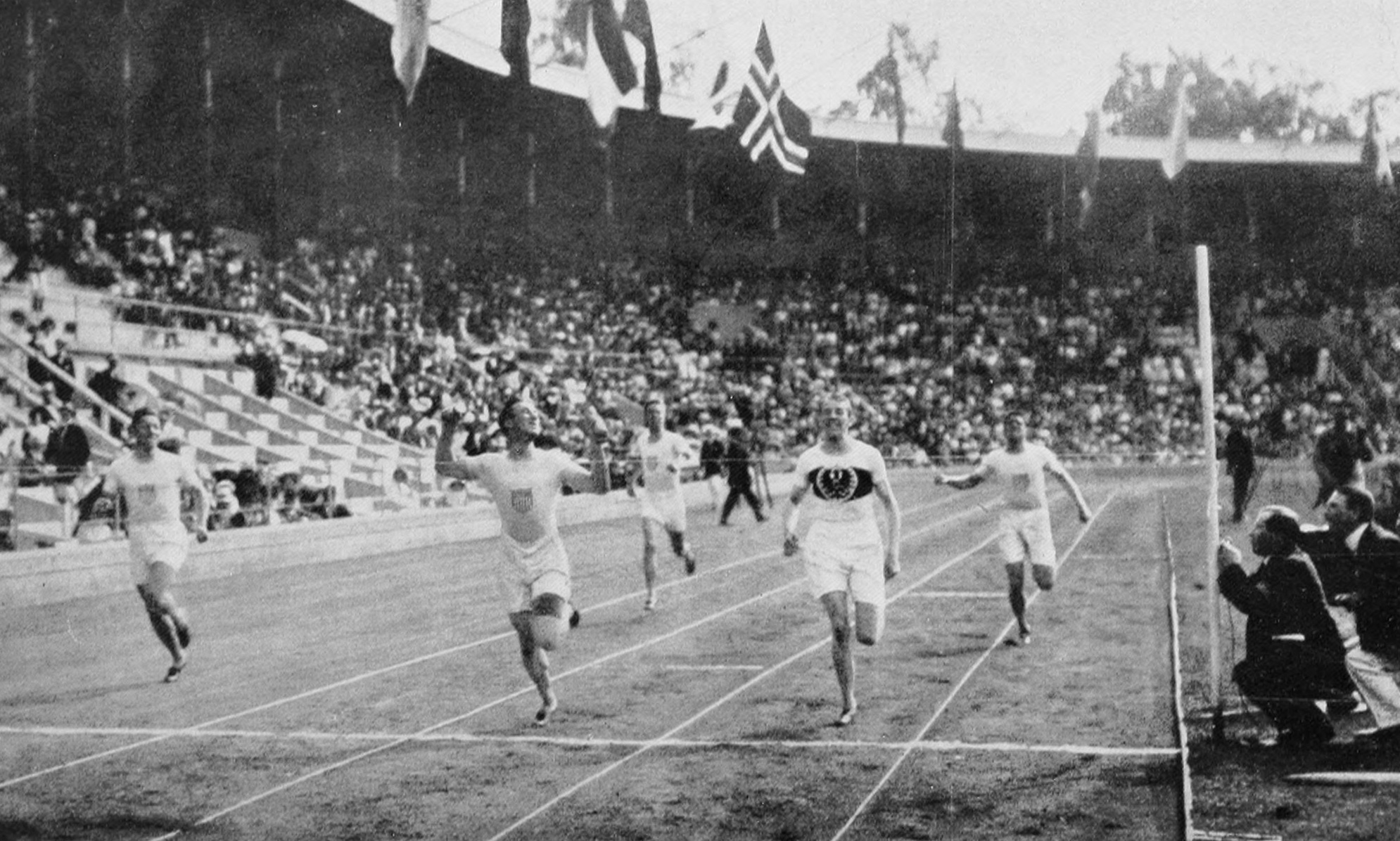
Wygrana Charlesa Reidpatha

Bieg na dystansie 400 metrów mężczyzn był jedną z konkurencji lekkoatletycznych rozgrywanych podczas V Igrzysk Olimpijskich w Sztokholmie. Biegi eliminacyjne i półfinałowe rozegrane zostały 12 lipca 1912 roku, zaś bieg finałowy — 13 lipca 1912 roku. Mistrzem olimpijskim w tej konkurencji został Amerykanin Charles Reidpath. W rywalizacji wzięło udział 49 biegaczy z 16 reprezentacji.
Faworytami do medalu w tej konkurencji, przed rozpoczęciem Igrzysk, było trzech reprezentantów Stanów Zjednoczonych: zwycięzca mistrzostw amerykańskiej Amatorskiej Unii Atletycznej z 1909 i 1911 roku, zwycięzca próby przedolimpijskiej w stanach centralnych, Edward Lindberg; zwycięzca próby przedolimpijskiej dla stanów wschodnich i akademicki mistrz USA z 1911 roku Donnell Young; oraz akademicki mistrz USA na 440 jardów z 1912 roku, Charles Reidpath.
W piątym biegu półfinałowym doszło do kontrowersyjnego zdarzenia. Niemiec Hanns Braun na pierwszym łuku zbiegł na wewnętrzną stronę toru (w eliminacjach i półfinałach zawodnicy nie biegli po torach) tuż przed Youngiem, który to w brutalny sposób go odepchnął. Amerykanin zajął w biegu pierwsze miejsce, ale za swoje zachowanie został zdyskwalifikowany, co pozwoliło Braunowi na awans do finału. Po tym incydencie sędziowie postanowili, że w biegu finałowym zawodnicy będą biegli po torach na całym dystansie.
W finale początkowo prowadził Braun, lecz na ostatnim łuku został wyprzedzony przez Reidpatha. Na ostatniej prostej Amerykanin przyspieszył i bezkonkurencyjnie zwyciężył.

## Rekordy
| Rekord świata     | Maxey Long (USA)        | 47,8 (*) | Nowy Jork, USA          | 29.09.1900 |
| Rekord olimpijski | Wyndham Halswelle (GBR) | 48,4     | Londyn, Wielka Brytania | 22.07.1908 |

(*) - rekord nieoficjalny na 440 jardow (= 402,34 m)

## Wyniki

### Eliminacje
Bieg 1 
| Miejsce | Zawodnik           | Czas  | Uwagi |
| ------- | ------------------ | ----- | ----- |
| 1       | James Rosenberger  | 50,6  | Q     |
| 2       | Charles Poulenard  | 50,7  | Q     |
| 3       | Władysław Ponurski | b. d. |       |
| -       | Claude Ross        | DNF   |       |

 Bieg 2 
| Miejsce | Zawodnik     | Czas   | Uwagi |
| ------- | ------------ | ------ | ----- |
| 1       | Ernest Haley | 1:06,6 | Q     |
| 2       | Mel Sheppard | 1:06,6 | Q     |

 Bieg 3 
| Miejsce | Zawodnik         | Czas  | Uwagi |
| ------- | ---------------- | ----- | ----- |
| 1       | Hanns Braun      | 50,6  | Q     |
| 2       | Ted Meredith     | b. d. | Q     |
| 3       | Armando Cortesão | b. d. |       |

 Bieg 4 
| Miejsce | Zawodnik       | Czas | Uwagi |
| ------- | -------------- | ---- | ----- |
| 1       | Paul Zerling   | 55,4 | Q     |
| 2       | Yahiko Mishima | 55,5 | Q     |

 Bieg 5 
| Miejsce | Zawodnik       | Czas  | Uwagi |
| ------- | -------------- | ----- | ----- |
| 1       | Charles Lelong | 50,2  | Q     |
| 2       | Donnell Young  | 50,4  | Q     |
| 3-4     | István Déván   | b. d. |       |
| 3-4     | Gösta Möller   | b. d. |       |

 Bieg 6 
| Miejsce | Zawodnik      | Czas   | Uwagi |
| ------- | ------------- | ------ | ----- |
| 1       | Knut Stenborg | 1:01,6 | Q     |

 Bieg 7 
| Miejsce | Zawodnik      | Czas  | Uwagi |
| ------- | ------------- | ----- | ----- |
| 1       | Carroll Haff  | 50,4  | Q     |
| 2       | Emilio Lunghi | 50,5  | Q     |
| 3       | Max Herrmann  | b. d. |       |

 Bieg 8 
| Miejsce | Zawodnik        | Czas  | Uwagi |
| ------- | --------------- | ----- | ----- |
| 1       | Frigyes Mezei   | 50,8  | Q     |
| 2       | Johan Dahlin    | 51,0  | Q     |
| 3       | Georges Malfait | b. d. |       |

 Bieg 9 
| Miejsce | Zawodnik            | Czas  | Uwagi |
| ------- | ------------------- | ----- | ----- |
| 1       | Eric Lindholm       | 51,4  | Q     |
| 2       | Ole Jacob Pedersen  | 51,6  | Q     |
| 3       | Heinrich Burkowitz  | 51,7  |       |
| 4       | Václav Labík-Gregan | b. d. |       |

 Bieg 10 
| Miejsce | Zawodnik        | Czas  | Uwagi |
| ------- | --------------- | ----- | ----- |
| 1       | Edward Lindberg | 50,6  | Q     |
| 2       | James Soutter   | b. d. | Q     |
| 3       | Franco Giongo   | b. d. |       |

 Bieg 11 
| Miejsce | Zawodnik           | Czas  | Uwagi |
| ------- | ------------------ | ----- | ----- |
| 1       | Clarence Edmundson | 50,2  | Q     |
| 2       | Ernest Henley      | b. d. | Q     |
| 3-4     | Mel Brock          | b. d. |       |
| 3-4     | Piotr Gajewski     | b. d. |       |

 Bieg 12 
| Miejsce | Zawodnik      | Czas  | Uwagi |
| ------- | ------------- | ----- | ----- |
| 1       | George Nicol  | 50,0  | Q     |
| 2       | Ira Davenport | b. d. | Q     |
| 3-6     | Thomas Gallon | b. d. |       |
| 3-6     | Erich Lehmann | b. d. |       |
| 3-6     | Georges Rolot | b. d. |       |
| 3-6     | Ödön Bodor    | b. d. |       |

 Bieg 13 
| Miejsce | Zawodnik       | Czas   | Uwagi |
| ------- | -------------- | ------ | ----- |
| 1       | Jacques Person | 55,4   | Q     |
| 2       | Joseph Wells   | 1:01,2 | Q     |

 Bieg 14 
| Miejsce | Zawodnik            | Czas  | Uwagi |
| ------- | ------------------- | ----- | ----- |
| 1       | Cyril Seedhouse     | 51,5  | Q     |
| 2       | Ervin Szerelemhegyi | b. d. | Q     |
| -       | Alexander Pedersen  | DQ    |       |

 Bieg 15 
| Miejsce | Zawodnik          | Czas  | Uwagi |
| ------- | ----------------- | ----- | ----- |
| 1       | George Patching   | 51,1  | Q     |
| 2       | Charles Reidpath  | 51,2  | Q     |
| 3-5     | Heinrich Wenseler | b. d. |       |
| 3-5     | Alan Patterson    | b. d. |       |
| 3-5     | Robert Schurrer   | b. d. |       |

### Półfinały

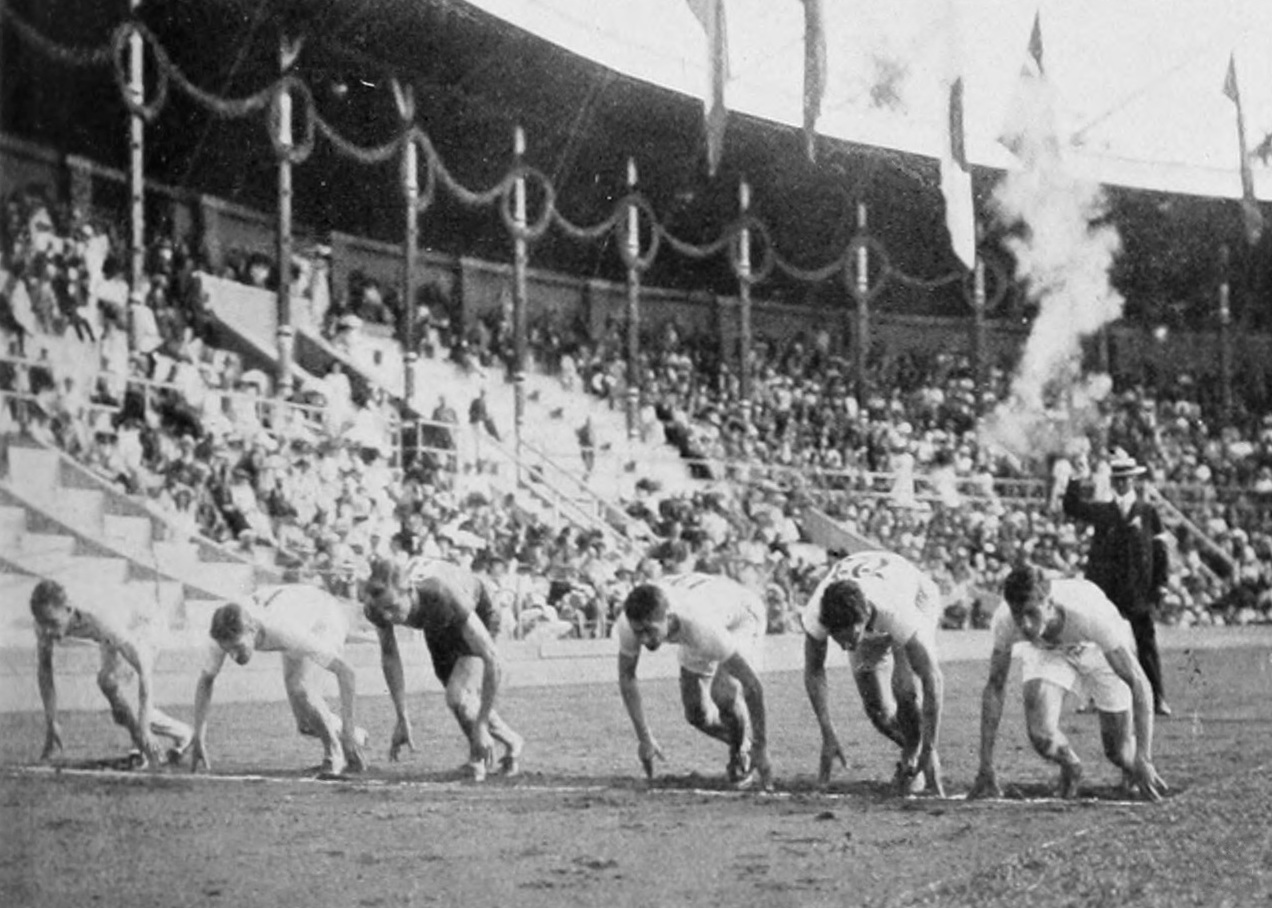
Start jednego z półfinałów

Półfinał 1 
| Miejsce | Zawodnik           | Czas  | Uwagi |
| ------- | ------------------ | ----- | ----- |
| 1       | Charles Reidpath   | 48,7  | Q     |
| 2       | Clarence Edmundson | b. d. |       |
| 3       | George Nicol       | b. d. |       |
| 4       | Frigyes Mezei      | b. d. |       |
| 5       | Charles Poulenard  | b. d. |       |

 Półfinał 2 
| Miejsce | Zawodnik        | Czas  | Uwagi |
| ------- | --------------- | ----- | ----- |
| 1       | Edward Lindberg | 48,9  | Q     |
| 2       | Eric Lindholm   | 50,2  |       |
| 3       | Charles Lelong  | b. d. |       |
| -       | Cyril Seedhouse | DNF   |       |
| -       | Jacques Person  | DNF   |       |
| -       | Joseph Wells    | DNF   |       |

 Półfinał 3 
| Miejsce | Zawodnik           | Czas  | Uwagi |
| ------- | ------------------ | ----- | ----- |
| 1       | Ted Meredith       | 48,8  | Q     |
| 2       | Mel Sheppard       | 48,7  |       |
| 3       | George Patching    | 50,5  |       |
| 4       | Knut Stenborg      | 50,5  |       |
| 5       | Ole Jacob Pedersen | b. d. |       |
| -       | Ernest Henley      | DNF   |       |

 Półfinał 4 
| Miejsce | Zawodnik            | Czas  | Uwagi |
| ------- | ------------------- | ----- | ----- |
| 1       | Carroll Haff        | 49,7  | Q     |
| 2-3     | Emilio Lunghi       | b. d. |       |
| 2-3     | Ervin Szerelemhegyi | b. d. |       |
| -       | Ernest Haley        | DNF   |       |
| -       | James Rosenberger   | DNF   |       |
| -       | Yahiko Mishima      | DNS   |       |

 Półfinał 5 
| Miejsce | Zawodnik      | Czas  | Uwagi |
| ------- | ------------- | ----- | ----- |
| 1       | Hanns Braun   | 49,2  | Q     |
| 2-4     | Ira Davenport | b. d. |       |
| 2-4     | James Soutter | b. d. |       |
| 2-4     | Paul Zerling  | b. d. |       |
| -       | Donnell Young | DQ    |       |

### Finał
| Miejsce | Zawodnik         | Czas |
| ------- | ---------------- | ---- |
| 1       | Charles Reidpath | 48,2 |
| 2       | Hanns Braun      | 48,3 |
| 3       | Edward Lindberg  | 48,4 |
| 4       | Ted Meredith     | 49,2 |
| 5       | Carroll Haff     | 49,5 |